# شهرستان یوشان
شهرستان یوشان (به لاتین: Yushan County) یک شهرستان‌های جمهوری خلق چین در چین است که در شانگراو واقع شده‌است.
 شهرستان یوشان ۱٬۷۲۸ کیلومتر مربع مساحت و ۵۷۴٬۳۶۹ نفر جمعیت دارد.